# Albert Dalcq
Albert Maurice Antoine Dalcq, né le 7 juillet 1893 à Dampremy et mort le 29 octobre 1973 à Bruxelles, est un médecin belge spécialiste de l'embryologie, professeur à l’Université libre de Bruxelles et secrétaire perpétuel de l’Académie royale de médecine de Belgique.

## Biographie
Albert Dalcq naît le 7 juillet 1893 à Dampremy,,. Il grandit à Rance et à Couvin, et étudie à l’Athénée royal de Chimay. Il commence des études en médecine à l’Université libre de Bruxelles en 1911. Il y reçoit l’enseignement du botaniste Jean Massart et entre dans le laboratoire de l’embryologiste Albert Brachet. 
La Première Guerre mondiale interrompt ses études en 1914. Il part pour le front de l'Yser comme aspirant au service de santé puis est muté en 1915 comme médecin auxiliaire aux troupes coloniales dans l’Est africain allemand où il participe à la campagne de Tabora. Il termine ensuite ses études en 1919 et devient assistant. En 1923, il devient chef de travaux et 1927 chargé de cours et en 1929 professeur ordinaire . Il aura notamment comme étudiants Jean Pasteels, Jean Brachet et Alberta Jones Seaton (en).
Il épouse Irène Rousseau, avec qui il aura dix enfants. 
En 1930, après le décès d’Albert Brachet, Albert Dalcq reprend la direction du laboratoire d’embryologie et la chaire d’anatomie.
En 1939, il dirige comme volontaire capitaine-commandant médecin de réserve un hôpital de réserve de campagne. Il est fait prisonnier le 2 juin 1940 et libéré 8 jours plus tard. Il reprend l’enseignement jusqu’à la fermeture de l’université par l’occupant. 
En 1934, il est élu correspondant de l’Académie royale de Médecine, dont il devient membre en 1945 et  secrétaire perpétuel en 1957,,.
En 1953, il est élu correspondant de l’Académie royale des sciences, des lettres et des beaux-arts de Belgique, dont il devient membre en 1959 et est son directeur en 1964,. 
En 1940 il reçoit le Prix Albert Brachet et en 1960, il reçoit le premier Prix quinquennal du FNRS. 
En 1963, il accède à l’éméritat à l’Université libre de Bruxelles. 
Il meurt le 29 octobre 1973 à Bruxelles, à l'âge de 80 ans,,.

## Œuvres
- Albert Dalcq, Les bases physiologiques de la fécondation et de la parthénogénèse, Paris, Presses universitaires de France, coll. « Les problèmes biologiques » (no 11), 1928.
- Albert Brachet, Albert Dalcq et Pol Gérard, Traité d'embryologie des vertébrés, Paris, Masson, 1935, 690 p., 29 cm
- Albert Dalcq, L'organisation de l'œuf chez las chordés: étude d'embryologie causale, Paris, Gauthier-Villars, coll. « Collection des actualités biologiques », 1935, 322 p.
- Albert Dalcq, L'œuf et son dynamisme organisateur, Paris, Albin Michel, coll. « Science d'aujourd'hui », 1941, 582 p., In-8
- Albert Dalcq et Julien Fautrez, Manuel théorique et pratique de dissection, Paris, Masson, 1944, 527 p.
- Jean Govaerts, Ernest Renaux et Albert Dalcq, Aperçu de l'histoire de la médecine en Belgique, Bruxelles, Office de publicité, 1947, 85 p., In-16